# Оттон II (маркиз Монферратский)
Оттоне II (итал. Otho, Ottone, Oddone; р. ок. 1015— умер до 1084) — маркграф Монферрато с ок. 1040 года из династии Алерамичи. Сын Гульельмо III и его жены Вацы.
В прижизненных документах упоминается единственный раз - в хартии от 20 октября 1040 года: «Ottone marchione et comite Montisferratensi».
Первое время правил совместно с младшим братом Генрихом, умершим около 1045 года.
Был женат на Констанце, дочери Амадея II Савойского. У них было двое сыновей: Гульельмо IV, ставший после смерти отца маркграфом Монферрато, и Ардиццоне (ум. до 1127).